# Strážná (ort)
Strážná är en ort i Tjeckien.   Den ligger i regionen Olomouc, i den östra delen av landet, 200 km öster om huvudstaden Prag. Strážná ligger 263 meter över havet och antalet invånare är 1 770.
Terrängen runt Strážná är kuperad norrut, men söderut är den platt. Runt Strážná är det ganska tätbefolkat, med 62 invånare per kvadratkilometer. Närmaste större samhälle är Uničov, 6,7 km söder om Strážná. Trakten runt Strážná består till största delen av jordbruksmark.